# ヒデヨシ・アラカキ
ヒデヨシ・エンリケ・アラカキ・チネン（Hideyoshi Enrique Arakaki Chinen  ,  1998年1月2日 - ）は、ペルー・リマ郡リマ出身のプロサッカー選手。プリメーラ・ディビシオン・デ・ペルーのアリアンサ・アトレティコに所属している。ポジションはMF。
なお、スペイン語は ‘’H“ の語尾は発音されないため、イデヨシ・アラカキ と紹介されることもある。

## 来歴
2016年に地元リマに本拠地をおくウニベルシダ・サン・マルティンてプロデビュー。2018年シーズンにFBCメルガルに移籍。2019年2月のコパ・リベルタドーレス予備予選のウニベルシダ・デ・チレ戦、続くカラカスFC戦に出場。カラカス戦ではゴールを決め、本戦出場に貢献。特にカラカス戦のゴールは、予備予選の中でも素晴らしいゴールとして注目を集めた。

## 代表経歴
2013年にボリビアで開催された南米U-15選手権に、U-15のペルー代表として出場し、優勝を経験した。